# ABN AMRO Open 2025
ABN AMRO Open 2025 byl tenisový turnaj na mužském profesionálním okruhu ATP Tour, hraný v aréně Rotterdam Ahoy. Padesátý druhý ročník Rotterdam Open probíhal mezi 3. a 9. únorem 2025 v nizozemském Rotterdamu na krytých dvorcích s tvrdým povrchem Proflex.
Turnaj dotovaný 2 563 160 eury patřil do kategorie ATP Tour 500, jakožto její úvodní část v sezóně. Nejvýše nasazeným singlistou se stal třetí tenista světa Carlos Alcaraz ze Španělska. Jako poslední přímý účastník do dvouhry opět zasáhl maďarský 57. hráč žebříčku Fábián Marozsán. V důsledku invaze Ruska na Ukrajinu na konci února 2022 řídící organizace tenisu ATP, WTA a ITF s grandslamy rozhodly, že ruští a běloruští tenisté mohli dále na okruzích startovat, ale do odvolání nikoli pod vlajkami Ruska a Běloruska.
Sedmnáctý singlový titul na okruhu ATP Tour vybojoval 21letý Carlos Alcaraz, jenž poprvé v kariéře triumfoval na tvrdém povrchu v hale. Stal se tak prvním španělským vítězem rotterdamské události. Čtyřhru ovládli Italové Simone Bolelli s Andreou Vavassorim, kteří si v rámci túry ATP odvezli pátou společnou trofej.

## Rozdělení bodů a finančních odměn

### Rozdělení bodů
| Soutěž  | Soutěž      | vítězové | finalisté | semifinalisté | čtvrtfinalisté | 16 v kole | 32 v kole | Q  | Q2 | Q1 |
| ------- | ----------- | -------- | --------- | ------------- | -------------- | --------- | --------- | -- | -- | -- |
| dvouhra | [ 2 ] [ 6 ] | 500      | 330       | 200           | 100            | 50        | 0         | 25 | 13 | 0  |
| čtyřhra | [ 7 ] [ 8 ] | 500      | 300       | 180           | 90             | 0         | —         | 45 | 25 | 0  |

### Finanční odměny
| Soutěž                                | Soutěž      | vítězové  | finalisté | semifinalisté | čtvrtfinalisté | 16 v kole | 32 v kole | Q2      | Q1      |
| ------------------------------------- | ----------- | --------- | --------- | ------------- | -------------- | --------- | --------- | ------- | ------- |
| dvouhra                               | [ 2 ] [ 6 ] | 449 160 € | 241 650 € | 128 785 €     | 65 795 €       | 35 120 €  | 18 730 €  | 9 600 € | 5 385 € |
| čtyřhra                               | [ 7 ] [ 8 ] | 147 520 € | 78 670 €  | 38 800 €      | 19 910 €       | 10 300 €  | —         | 0 €     | 0 €     |
| částky ve čtyřhře jsou uvedeny na pár |             |           |           |               |                |           |           |         |         |

## Mužská dvouhra

### Nasazení
| Stát                          | Hráč               | ATP | Nasazení |
| ----------------------------- | ------------------ | --- | -------- |
| Španělsko                     | Carlos Alcaraz     | 3.  | 1.       |
|                               | Daniil Medveděv    | 7.  | 2.       |
| Austrálie                     | Alex de Minaur     | 8.  | 3.       |
|                               | Andrej Rubljov     | 10. | 4.       |
| Dánsko                        | Holger Rune        | 12. | 5.       |
| Řecko                         | Stefanos Tsitsipas | 13. | 6.       |
| Francie                       | Arthur Fils        | 19. | 7.       |
| Polsko                        | Hubert Hurkacz     | 21. | 8.       |
| Žebříček ATP k 27. lednu 2025 |                    |     |          |

### Jiné formy účasti
Následující hráči obdrželi divokou kartu do hlavní soutěže:
- Mees Röttgering
- Stefanos Tsitsipas
- Botic van de Zandschulp
- Stan Wawrinka

Následující hráč obdržel zvláštní výjimku:
- Aleksandar Kovacevic

Následující hráči postoupili z kvalifikace:
- Mattia Bellucci
- Constant Lestienne
- Harold Mayot
- Andrea Vavassori

Následující hráč postoupil z kvalifikace jako šťastný poražený:
- Daniel Altmaier

### Odhlášení
před zahájením turnaj
- Grigor Dimitrov → nahradil jej  Roberto Bautista Agut
- Jack Draper → nahradil jej  David Goffin
- Sebastian Korda → nahradil jej  Fábián Marozsán
- Giovanni Mpetshi Perricard → nahradil jej  Daniel Altmaier
- Jannik Sinner → nahradil jej  Jakub Menšík
- Jordan Thompson → nahradil jej  Lorenzo Sonego

## Mužská čtyřhra

### Nasazení
| Stát                          | Hráč            | Stát        | Hráč             | ATP | Nasazení |
| ----------------------------- | --------------- | ----------- | ---------------- | --- | -------- |
| Salvador                      | Marcelo Arévalo | Chorvatsko  | Mate Pavić       | 2.  | 1.       |
| Německo                       | Kevin Krawietz  | Německo     | Tim Pütz         | 15. | 2.       |
| Itálie                        | Simone Bolelli  | Itálie      | Andrea Vavassori | 21. | 3.       |
| Chorvatsko                    | Nikola Mektić   | Nový Zéland | Michael Venus    | 27. | 4.       |
| Žebříček ATP k 27. lednu 2025 |                 |             |                  |     |          |

### Jiné formy účasti
Následující páry obdržely divokou kartu do hlavní soutěže:
- Tallon Griekspoor /  Botic van de Zandschulp
- Robin Haase /  Sem Verbeek

Následující pár postoupil z kvalifikace:
- Jakob Schnaitter /  Mark Wallner

Následující pár postoupil z kvalifikace jako šťastný poražený:
- Petr Nouza /  Patrik Rikl

### Odhlášení
před zahájením turnaje
- Juki Bhambri /  Giovanni Mpetshi Perricard → nahradili je  Petr Nouza /  Patrik Rikl
- Ivan Dodig /  Skander Mansouri → nahradili je  Ivan Dodig /  Čang Č’-čen
- Hubert Hurkacz /  Sebastian Korda → nahradili je  Hubert Hurkacz /  Jakub Menšík

## Přehled finále

### Mužská dvouhra
- Carlos Alcaraz vs.  Alex de Minaur, 6–4, 3–6, 6–2

### Mužská čtyřhra
- Simone Bolelli /  Andrea Vavassori vs.  Sander Gillé /  Jan Zieliński, 6–2, 4–6, [10–6]